# Паркер, Роберт Макдауэлл
Роберт Паркер (англ. Robert Parker Jr.; род. 23 июля 1947, Балтимор, Мэриленд) — американский винный критик.  Предпочитает бордоские вина. В мае 2019 года объявил о завершении карьеры. Считается самым влиятельным винным критиком в истории.

## Биография
Родился в Балтиморе. В 1973 году окончил Мэрилендский университет в Колледж-Парке со степенью доктора права. Затем около 10 лет работал юристом в банке, но в 1984 году оставил эту работу, чтобы полностью посвятить свою жизнь оценкам различных сортов вин.
Международное внимание привлёк в 1982 году, когда, в отличие от многих других винных критиков, назвал вина, изготовленные в Бордо из винограда текущего урожая, превосходными, что привело к возрождению фьючерсов на вина Бордо. Ввёл рейтинги по 100-балльной шкале, которые стали широко имитироваться по всему миру.
Англичанка Дженсис Робинсон (которая с 1989 года является колумнистом Financial Times) часто отражает взгляды производителей и ценителей вина, противоположные взглядам Паркера. Споры между ними иногда длились годами. Например, после того, как Паркер поставил 100 баллов одному из бордоских вин, их публичная полемика длилась три года и закончилась официальным примирением после случайной встречи в отеле.
В биографии винного критика случались курьезные случаи. Например, на дегустации вин Бордо урожая 2005 года, который Паркер называл «самым великим урожаем в своей жизни», он не смог опознать ни один из 15 предложенных напитков. Несмотря на подобные инциденты, Паркер оставался наиболее известным винным критиком в мире по мнению целого ряда авторитетных изданий. В 2010-е годы влияние винных критиков, не исключая и Паркера, стало падать.

## Оценочная шкала Паркера
Существует рейтинг, по которому критик оценивает вино. Напитку присуждаются баллы по стобалльной шкале, которые определяют его в ту или иную категорию:
- 96-100 — исключительные вина
- 90-95 — выдающиеся вина
- 80-89 — очень хорошие вина
- 70-79 — хорошие вина
- 59-70 — посредственные вина
- меньше 59 — ужасные вина

## The Wine Advocate
С 1978 до 2012 года Паркер издавал основанный им бюллетень The Wine Advocate, который приобрёл значительный авторитет в мире виноделия. В 2012 году издание было продано группе сингапурских инвесторов. Редактором стала Лиза Перотти-Браун, которая ранее обозревала в издании Австралию и страны Азиатско-Тихоокеанского региона. По мнению специалистов, сумма сделки могла равняться 15 миллионам долларов, из которых родоначальнику проекта должно было достаться две трети. В 2019 году Паркер формально полностью отошёл от дел. В том же году компания Michelin, выпускающая гастрономический справочник, купила 40 % этого винного гида.
В 2003 году французская прокуратура возбудила уголовное дело в отношении представителя компании The Wine Advocate в Бордо из-за якобы имевших место сомнительных финансовых схем с одной из винодельческих компаний.

## Паркеризация вин
Критики называют вкус Паркера одномерным. Считается, что его благосклонностью пользуются полнотелые красные вина в стиле Бордо, для которых свойственны высокое содержание алкоголя, преобладание фруктовых нот и аромат свежего дуба (следствие выдержки в новых барриках). Многие американские критики (равно как и рядовые ценители вина) разделяют предпочтения Паркера. Иногда в Италии и других традиционных винодельческих странах, ставящих под сомнение универсальность подобных вкусовых предпочтений, для их описания используется термин «американское нёбо» (англ. American palate).
Как показано в документальной ленте «Мондовино» (2004), многие производители подгоняют свою продукцию под предпочтения Паркера, и это убивает многообразие виноделия по всему миру: вина становятся похожими друг на друга — предсказуемыми, однообразными и «бездушными» клонами правобережного Бордо. Сам Паркер парирует эти обвинения, говоря, что современное виноделие, наоборот, переживает свой расцвет и приводит в пример вина южной Италии и Калифорнии, которые сделали большой скачок в своём развитии после его превращения в «гуру».
О глобализации виноделия часто пишут как о паркеризации вин. Под паркеризацией понимается однобокое понимание эстетики вина, при котором предпочтение отдаётся винам в стиле Бордо. На рубеже XX и XXI веков многие виноделы (особенно в регионах, испытывавших проблемы со сбытом своих вин) отказались от вековых традиций виноделия и даже от характерных для региона сортов винограда, чтобы вырабатывать вина, имитирующие предпочтения Паркера. Консультационную поддержку в создании вин, соответствующих вкусам Паркера и способных получить высокий рейтинг на страницах The Wine Advocate, часто оказывал его друг — бордоский энолог Мишель Роллан, работавший с сотнями виноделен по всему миру.